# 北部大區 (布基納法索)
北部大區（法語：Nord）是布基納法索十三個大區之一，位於該國西北部。面積16,207平方公里。2006年人口1,182,770人。首府瓦希古亞。
本區下轄四省，即羅盧姆省、帕索雷省、雅滕加省和宗多馬省。